# گابریل کوپولا

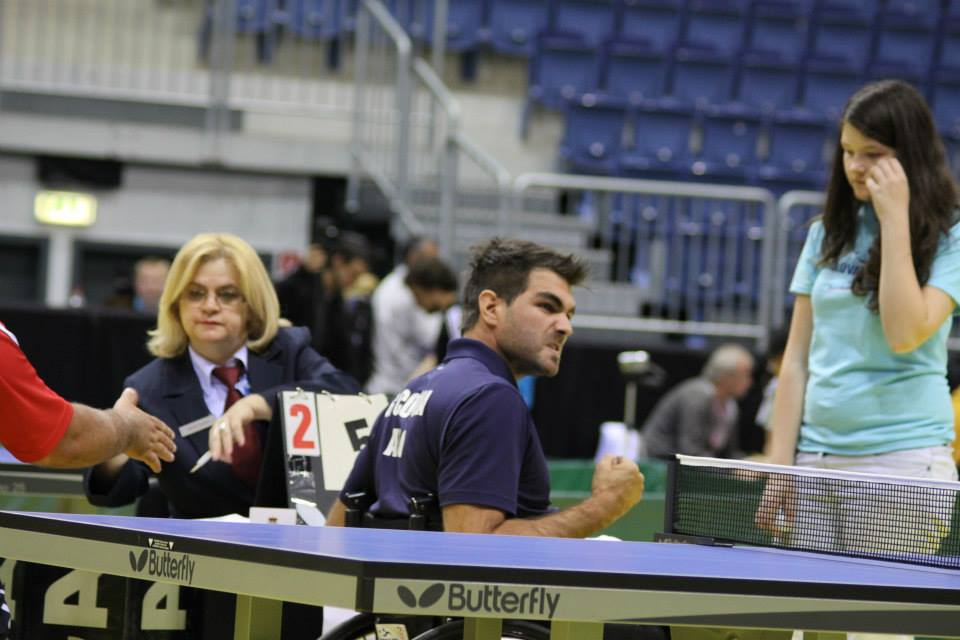
گابریل کوپولا (وسط تصویر) - ۲۰۱۳

گابریل کوپولا (انگلیسی: Gabriel Copola؛ زادهٔ ۲۰ ژانویهٔ ۱۹۸۴) یک بازیکن تنیس روی میز اهل آرژانتین است. 
وی در مسابقات کشوری و بین‌المللی در مجموع برنده ۳ مدال طلا، ۴ مدال نقره شده‌است.